# ジェームズ・パッカー
ジェームズ・イネル・パッカー（J.I.パッカー、James Innell Packer、1926年7月22日 - 2020年7月17日）は、イギリス生まれの牧師。聖公会内カルヴァン主義の伝統を持つキリスト教神学者。カナダのブリティッシュコロンビア州バンクーバーにあるRegent Collegeの教授を務める。北米で最も影響力のある福音派の一人といわれた。

## 生涯
駅員の息子として生まれたが、オックスフォード大学の奨学金を得た。1955年にPh.D.（博士号）。オックスフォードでC・S・ルイスの影響を受ける。Oxford Inter-Collegiate Christian Unionで献身した。オークヒル神学大学でギリシャ語の教鞭をとった後、1949年にウィクリフ・ホール（Wycliffe Hall, Oxford）に入学。1952年にイングランド国教会の執事、1953年に司祭。
クリスチャニティ・トゥディの執筆者。著書『神について』は英語圏のキリスト教書籍のベスト・セラーになった。
1978年には聖書の無誤性に関するシカゴ声明に署名。この声明では聖書の無誤性が確認された。
彼は福音派を代表する神学者の一人と見なされてきたが、正統的なプロテスタント教理（orthodox Protestant doctrine）を放棄するべきでないとしながらも、エキュメニズムに理解を示したために、福音派内部から強い批判を受けた。エキュメニカル派の対立語が福音派であり、自由主義神学（リベラル）主導のエキュメニカル運動と福音主義は相容れないものだと、捉えられて来たからである。

## 著書
- 『私たちの主の祈り』伊藤淑美訳 いのちのことば社 1991年
- 『私たちの信仰告白ー使徒信条』稲垣博史訳 いのちのことば社 1990年
- 『神について』山口昇訳 いのちのことば社 1978年
- 『伝道と神の主権』内田和彦訳 いのちのことば社 1977年
- 『福音的キリスト教と聖書』岡田稔訳 いのちのことば社 1963年
- 『聖書教理がわかる94章~キリスト教神学入門~』篠原明訳 いのちのことば社 2012年